# Clavatula gabonensis
Clavatula gabonensis là một loài ốc biển, là động vật thân mềm chân bụng sống ở biển trong họ Clavatulidae.